# Садовый (Сосновский район)
Садо́вый — посёлок в Сосновском районе Челябинской области. Входит в состав Кременкульского сельского поселения.

## География
Расположен на северо-восточном берегу озера Большой Кременкуль. Расстояние до районного центра села Долгодеревенского 33 км.

## Население
| 2002 | 2010 |
| ---- | ---- |
| 765  | ↗821 |

По данным Всероссийской переписи, в 2010 году численность населения посёлка составляла 821 человек (391 мужчина и 430 женщин).

## Улицы
Уличная сеть посёлка состоит из 1 бульвара, 31 улицы и 2 переулков.